# Грајчен бај Биргел
Грајчен бај Биргел (њем. Graitschen b. Bürgel) општина је у њемачкој савезној држави Тирингија. Једно је од 93 општинска средишта округа Зале-Холцланд. Према процјени из 2010. у општини је живјело 421 становника. Посједује регионалну шифру (AGS) 16074028.

## Географски и демографски подаци
Грајчен бај Биргел се налази у савезној држави Тирингија у округу Зале-Холцланд. Општина се налази на надморској висини од 181 метра. Површина општине износи 4,6 km². У самом мјесту је, према процјени из 2010. године, живјело 421 становника. Просјечна густина становништва износи 92 становника/km².

## Међународна сарадња
| Мјесто     | Држава   | Врста сарадње | Од    |
| ---------- | -------- | ------------- | ----- |
| Векпибалга | Летонија | партнерство   | 2006. |
| Извор      |          |               |       |